# Osning-Route
| Osning-Route      | Osning-Route  |
| ----------------- | ------------- |
| Länge:            | 187 km        |
| Bundesland:       | Niedersachsen |
| Verlaufsrichtung: | Ringführung   |
| Beginn:           | Osnabrück     |
| Ende:             | Osnabrück     |

Die Osning-Route ist eine 187 km lange Ferienstraße in und um Osnabrück, die im Wesentlichen durch den Süden des Landkreises Osnabrück führt. Osning ist der alte Name des Teutoburger Waldes.
Die Straße ist als Ringstrecke ausgelegt und liegt zu einem großen Teil im Natur- und Geopark TERRA.vita. Sie durchquert die niedersächsischen Abschnitte des Teutoburger Waldes und des Wiehengebirges. Die Route beginnt in Osnabrück und führt über Bissendorf, Hilter, Georgsmarienhütte, Hasbergen, Hagen, Bad Iburg, Glandorf, Bad Laer, Bad Rothenfelde, Dissen, Melle, Bad Essen, Bohmte, Ostercappeln, Schledehausen und Belm zurück nach Osnabrück.
Entlang der Route sind neben Schloss Iburg, von Fürstbischof Benno II. von Osnabrück im Jahr 1073 als Kloster erbaut, eine Vielzahl von Wasserburgen und Schlössern des heimischen Landadels sowie die Einrichtungen der vier Kurorte Bad Iburg, Bad Laer, Bad Rothenfelde und Bad Essen zu sehen. Im Frühjahr blüht eine Vielzahl von Kirschbäumen in Hagen, im Herbst verfärben sich beiderseits der Fahrstrecke großflächig die Laubbäume der Mittelgebirge. Der Kurpark Bad Essen und der Park von Schloss Ippenburg waren Veranstaltungsorte der Niedersächsischen Landesgartenschau 2010, der Charlottenseepark am Fuße des Iburger Schlosses sowie der Waldkurpark waren Veranstaltungsorte der Niedersächsischen Landesgartenschau 2018.

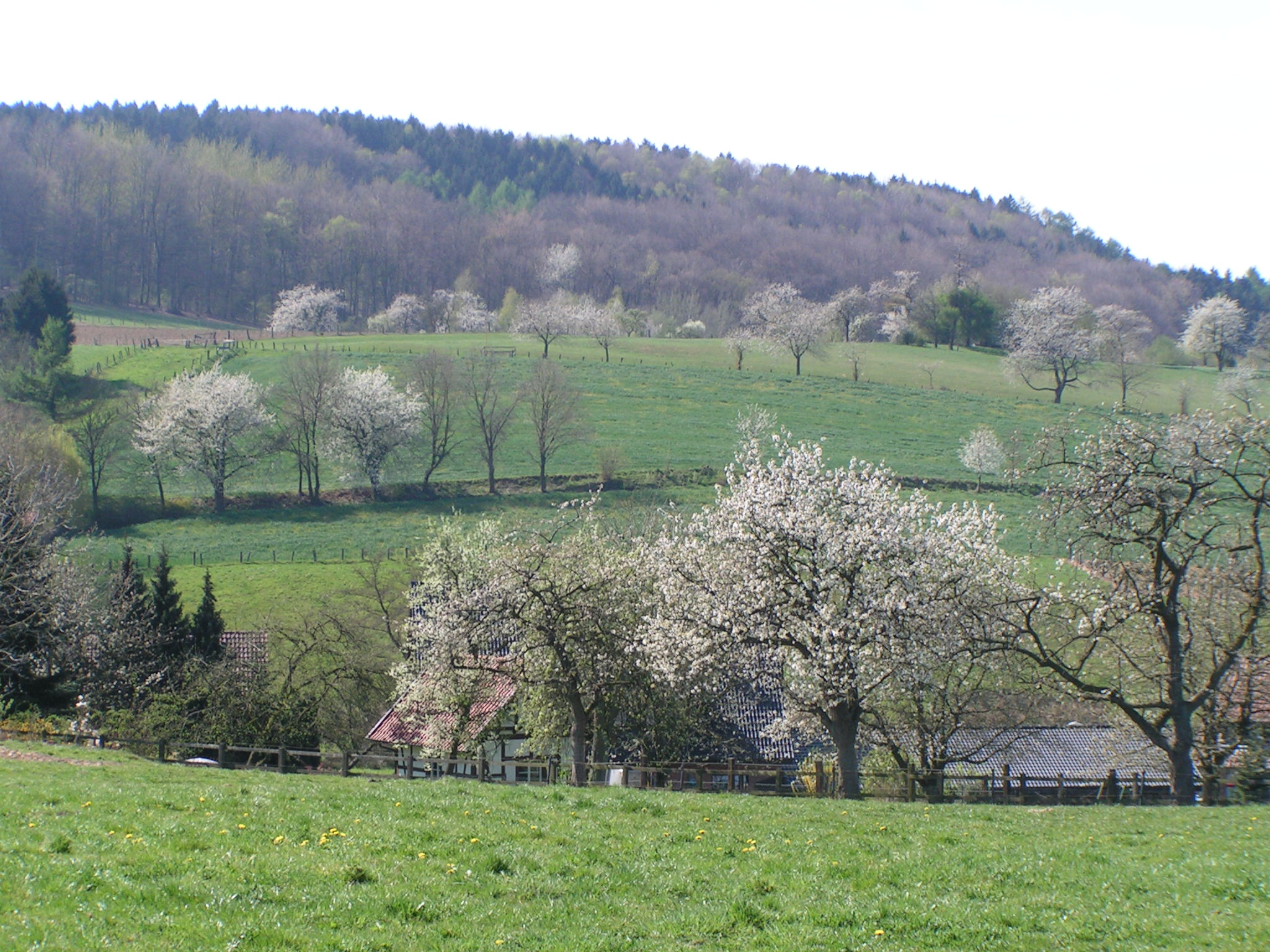
Kirschblüte im Hagener Forellental
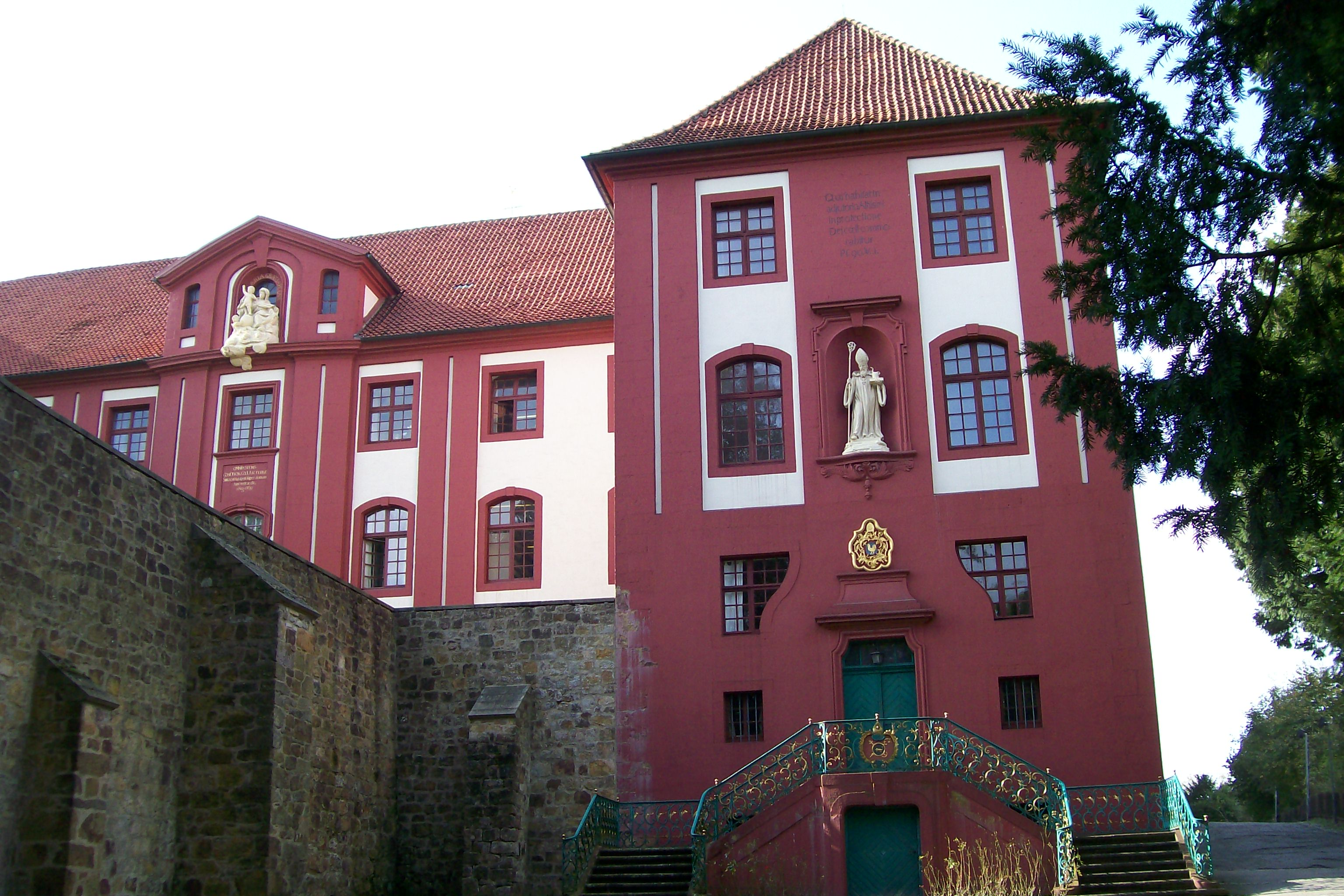
Schloss Iburg
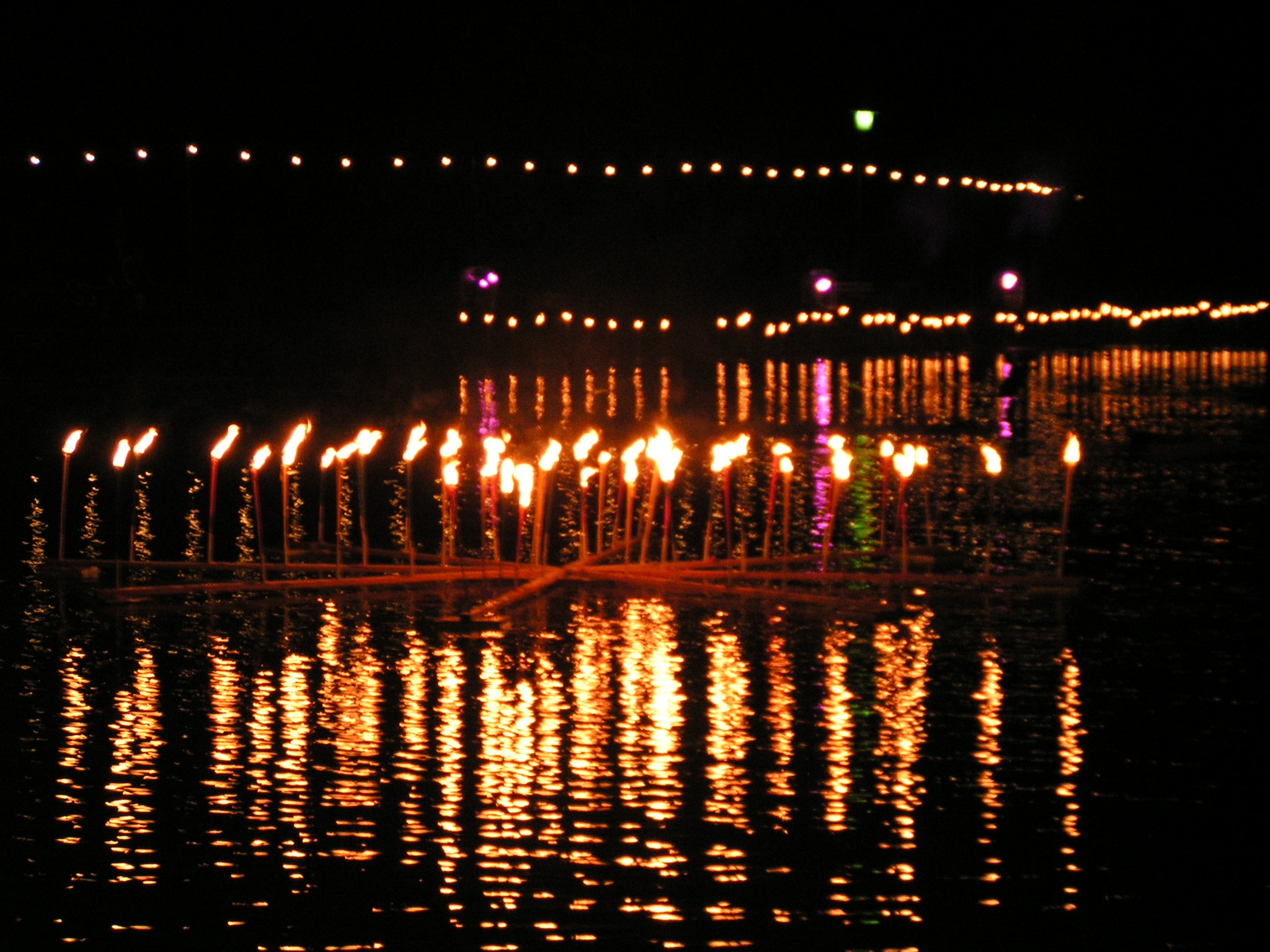
„Fest der 1000 Fackeln“ am Glockensee Bad Laer
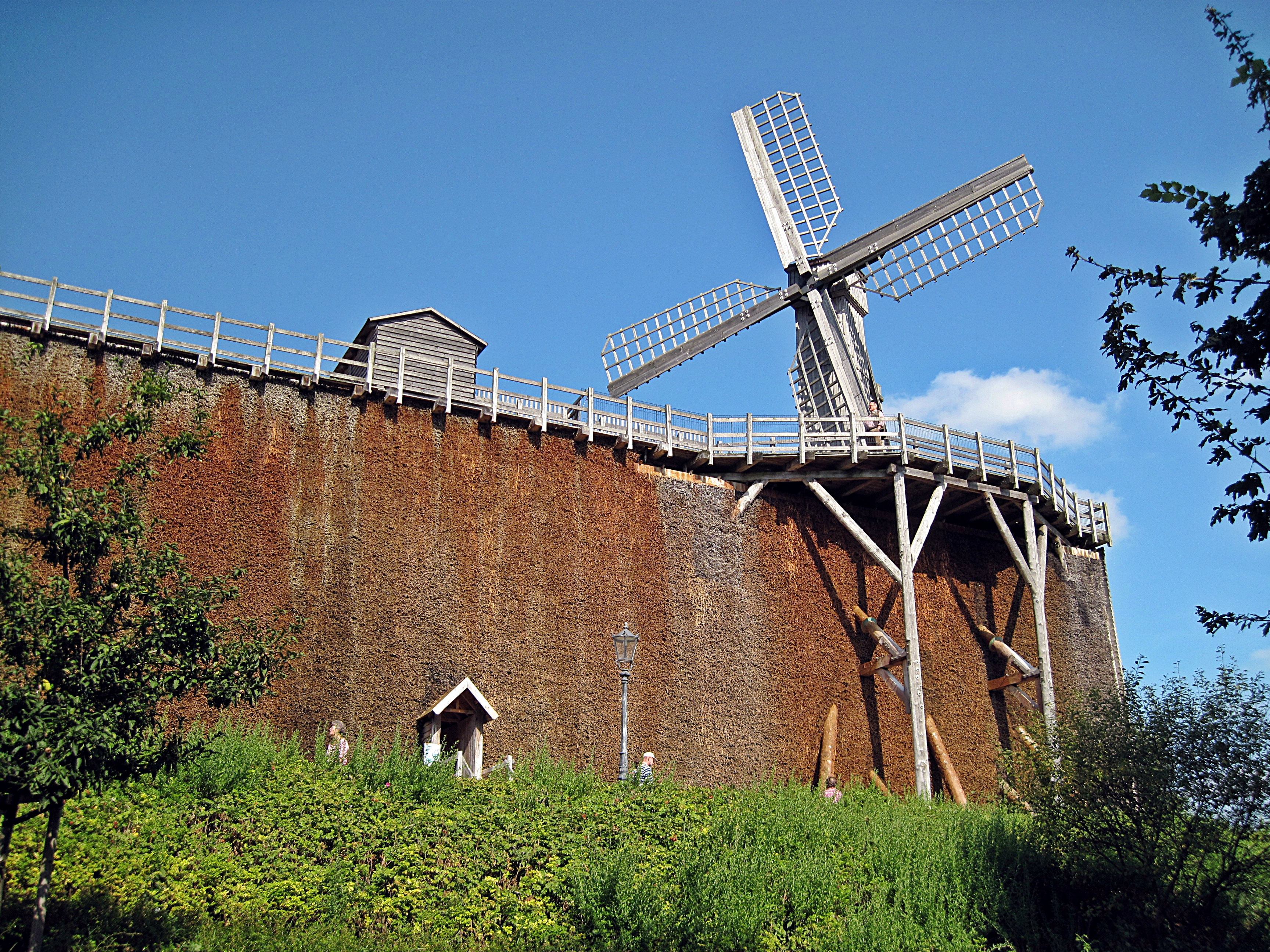
Neues Gradierwerk Bad Rothenfelde
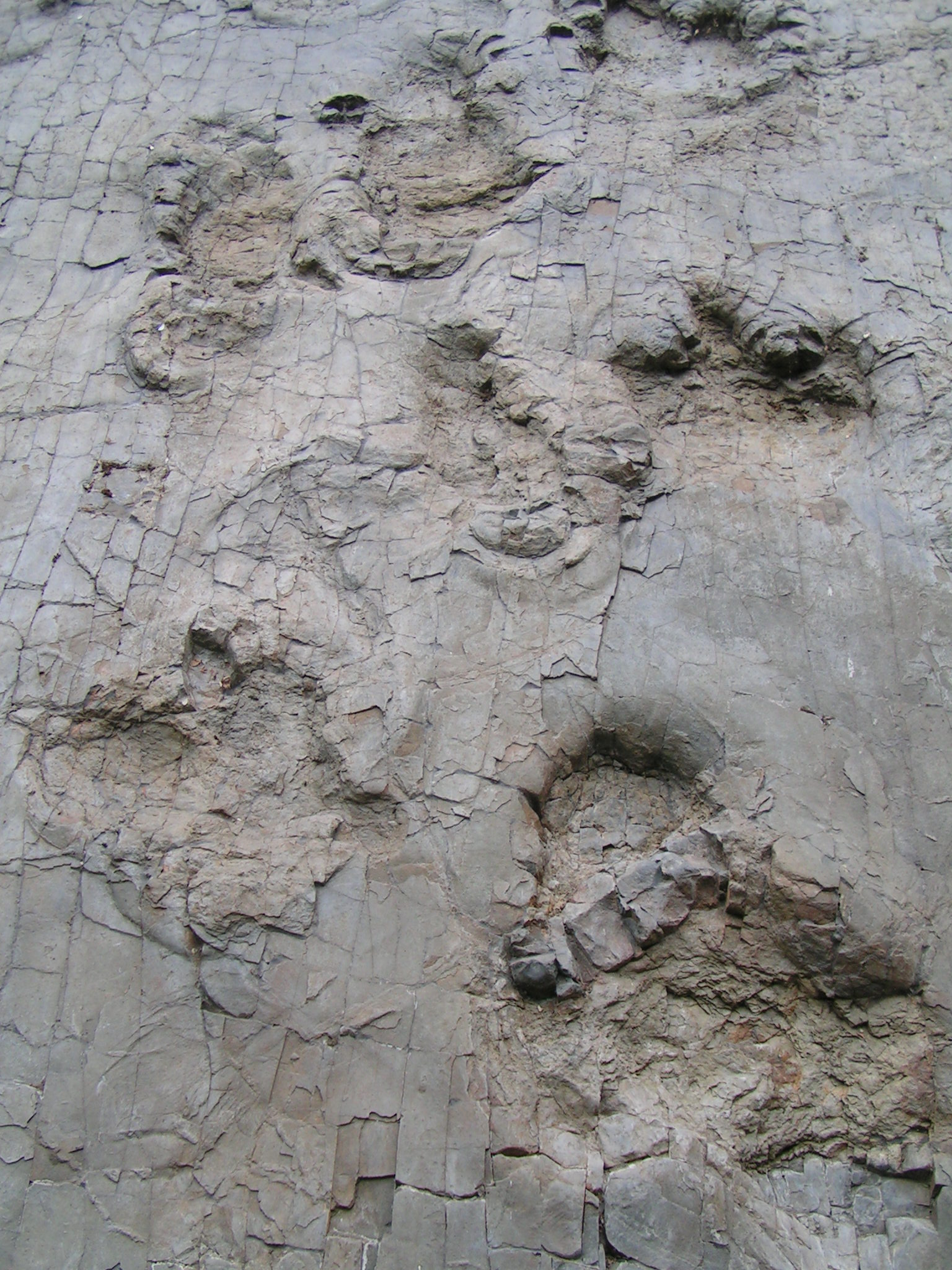
Saurierfährten in Barkhausen
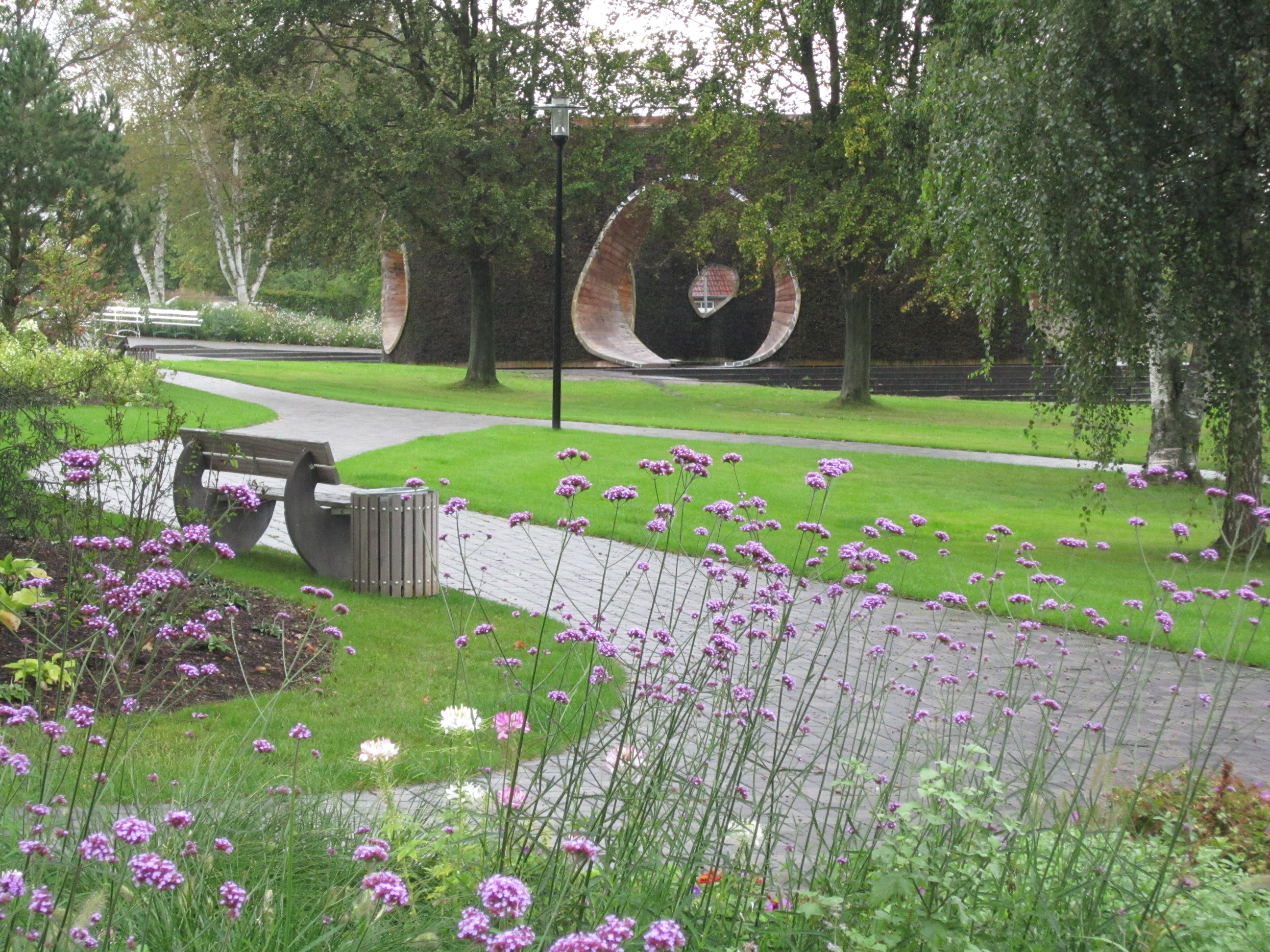
Kurpark Bad Essen mit einem 2010 errichteten kleinen Gradierwerk
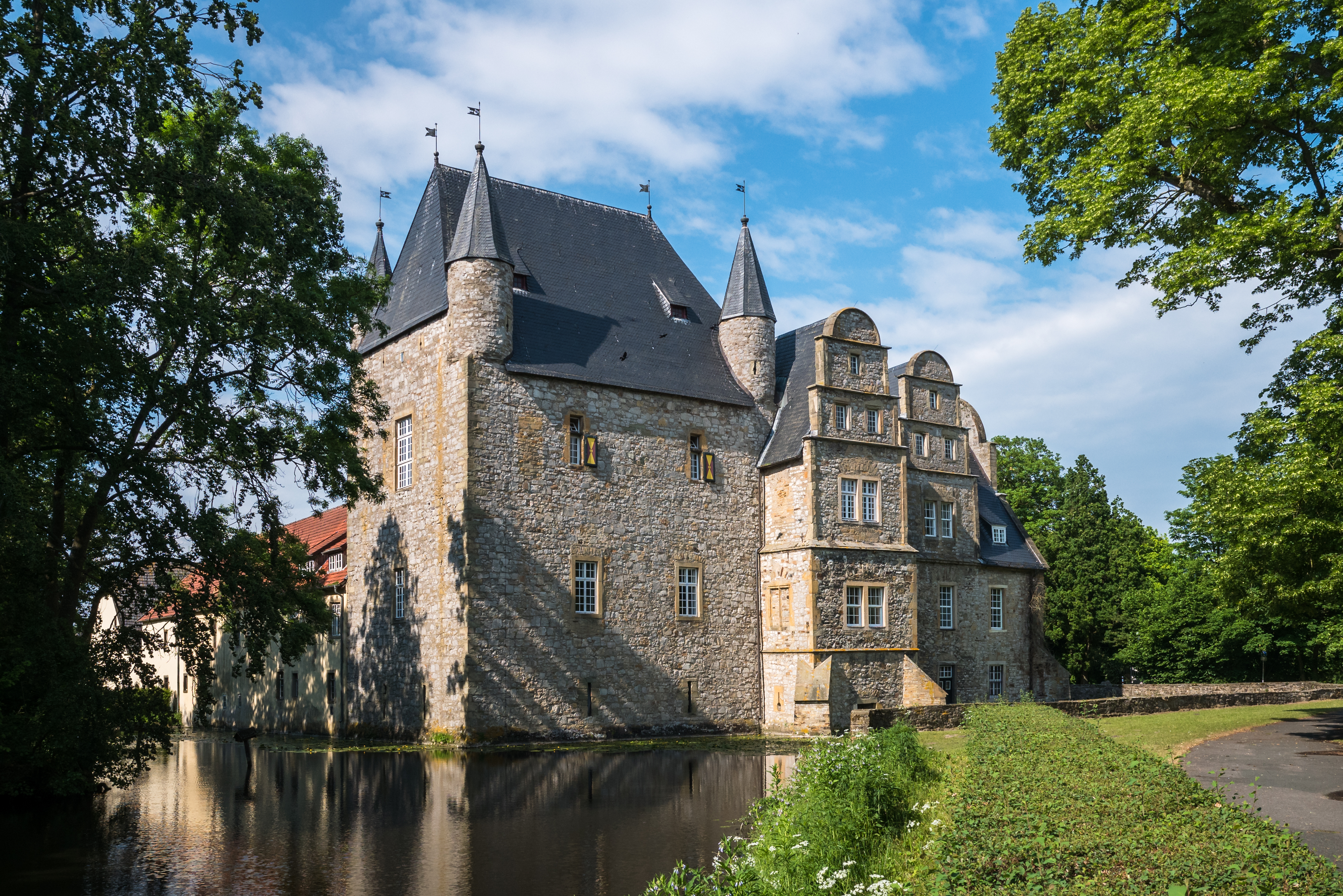
Schelenburg in Schledehausen